# Сумцов Дмитро Лаврентійович
Дмитро Лаврентійович Сумцов (7 листопада 1908, село Кайси Тарського повіту Тобольської губернії, тепер Омської області, Російська Федерація — 1989, місто Омськ, Російська Федерація) — радянський державний і комуністичний діяч, 1-й секретар Костромського обкому КПРС, ректор Омського сільськогосподарського інституту. Депутат Верховної ради СРСР 4-го скликання.

## Життєпис
Народився в селянській родині. З 1922 по 1923 рік наймитував у заможних селян в селі Половинкине Славгородського округу. У 1923—1924 роках працював робітником маслоартілі села Верхній Алеус Каменського округу в Сибіру, потім — у споживчій кооперації.
У 1926—1930 роках — працівник Сибірського крайового суду. У 1930—1931 роках — слідчий Омської окружної прокуратури.
У 1931—1936 роках — студент Омського сільськогосподарського інституту імені Кірова. У 1936—1937 роках — слухач курсів агропедагогічного відділення сільськогосподарської академії імені Тимірязєва в Москві.
У 1937—1938 роках — директор Маріїнського сільськогосподарського технікуму Новосибірської області.
У 1938—1939 роках — у відділі кадрів Новосибірського обласного земельного відділу.
З 1939 року — аспірант Омського сільськогосподарського інституту імені Кірова. Поєднував навчання з роботою викладачем з курсу сільськогосподарських машин в інституті.
Член ВКП(б) з липня 1941 року.
До 1944 року — директор Гагарінської машинно-тракторної станції Ішимського району Омської області.
У 1944—1946 роках — заступник завідувача сільськогосподарського відділу Омського обласного комітету ВКП(б).
У 1946—1949 роках — 1-й секретар Щербакульського районного комітету ВКП(б) Омської області.
Закінчив заочно Вищу партійну школу при ЦК ВКП(б).
У 1949—1952 роках — секретар Омського обласного комітету ВКП(б).
З 1952 по січень 1954 року — завідувач сектора відділу партійних, профспілкових та комсомольських органів ЦК КПРС.
У січні 1954 — січні 1956 року — 1-й секретар Костромського обласного комітету КПРС.
У січні 1956 — 1957 року — заступник голови виконавчого комітету Молотовської (Пермської) обласної ради депутатів трудящих.
У 1957—1959 роках — начальник Омського обласного управління сільського господарства.
У 1960—1962 роках — заступник голови виконавчого комітету Омської обласної ради депутатів трудящих.
У 1962—1965 роках — голова Омської обласної обласної планової комісії.
У грудні 1965 — липні 1970 року — ректор Омського сільськогосподарського інституту імені Кірова. До 1980 року — викладач кафедри економіки сільського господарства Омського сільськогосподарського інституту імені Кірова.
З 1980 року — персональний пенсіонер у місті Омську.
Помер 1989 року в Омську. Похований на Північно-Східному цвинтарі Омська.

## Нагороди
- орден «Знак Пошани»
- медаль «За трудову доблесть»
- Велика золота медаль Виставки досягнень народного господарства СРСР (1958)
- медалі